# Noite Diabólica
Noite Diabólica é uma coletânea de contos do ficcionista R.F. Lucchetti (Rubens Francisco Lucchetti). Publicado originalmente em 1963, pela Editora Outubro, é considerado o primeiro livro de terror genuinamente nacional.
Foi relançado em agosto de 2016, pela Editora Argonautas, depois de ter seus contos revisados e corrigidos pelo autor. A reedição também traz o conto A Única Testemunha,  o primeiro texto publicado por Lucchetti, em 1942, que não consta na edição original de Noite Diabólica.

## Publicação
O próprio autor do livro não havia a intenção de publicá-lo. Lucchetti conta que ele era fã dos quadrinhos publicados pela Editora Outubro, e ao enviar as histórias para a casa publicadora, em 1962, ele esperava que fossem adaptadas pelo roteirista Hélio Porto e desenhadas por Nico Rosso para serem usadas em quadrinhos.
Mas ao invés de transformar seus contos em quadrinhos, a editora resolveu publicá-los em uma coletânea após editar e remover parte do texto.